# Hengconarius
Genre
Hengconarius est un genre d'araignées aranéomorphes de la famille des Agelenidae.

## Distribution
Les espèces de ce genre sont endémiques de Chine.

## Liste des espèces
Selon World Spider Catalog (version 19.5, 15/08/2018) :
- Hengconarius dedaensis Zhao & Li, 2018
- Hengconarius exilis (Zhang, Zhu & Wang, 2005)
- Hengconarius falcatus (Xu & Li, 2006)
- Hengconarius incertus (Wang, 2003)
- Hengconarius latusincertus (Wang, Griswold & Miller, 2010)
- Hengconarius longipalpus Zhao & Li, 2018
- Hengconarius longpuensis Zhao & Li, 2018
- Hengconarius pseudobrunneus (Wang, 2003)

## Publication originale
- Li, Zhao, Zhang & Li, 2018 : Nuconarius gen. n. and Hengconarius gen. n., two new genera of Coelotinae (Araneae, Agelenidae) spiders from southwest China. Zootaxa, no 4457(2), p. 237-262.